# Naturschutzgebiet Kamptal

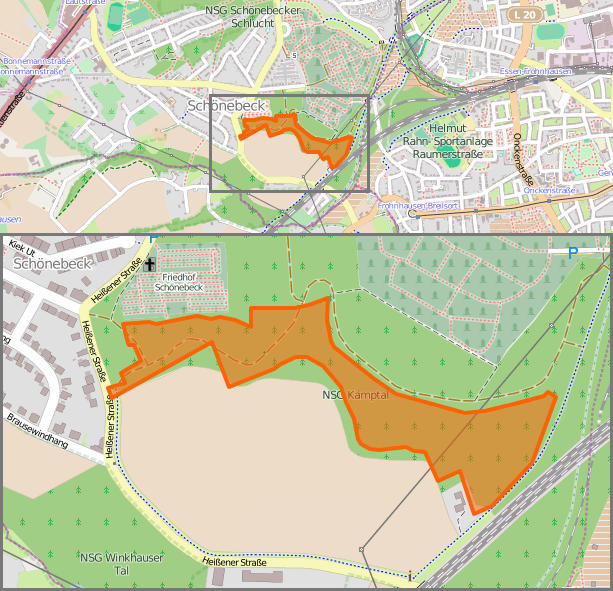
Lage in Essen-Schönebeck

Das Naturschutzgebiet Kamptal ist eines von drei Naturschutzgebieten im Essener Stadtteil Schönebeck.

## Beschreibung
Das Schutzgebiet umfasst das flache Tal eines von Westen nach Osten entwässernden, naturnahen Bachlaufes. Es grenzt im Norden an den Terrassenfriedhof und den kleinen Friedhof Schönebeck, im Südosten an die Eisenbahnstrecke Essen-Duisburg und reicht mit seinem westlichen Ausläufer bis zur Heißener Straße. Im Süden schließt sich eine ausgedehnte Ackerfläche an.
Das Schutzgebiet ist durch einen Spazierweg erschlossen, an der Südgrenze führt ein Trampelpfad an der angrenzenden Ackerfläche entlang.

### Galerie

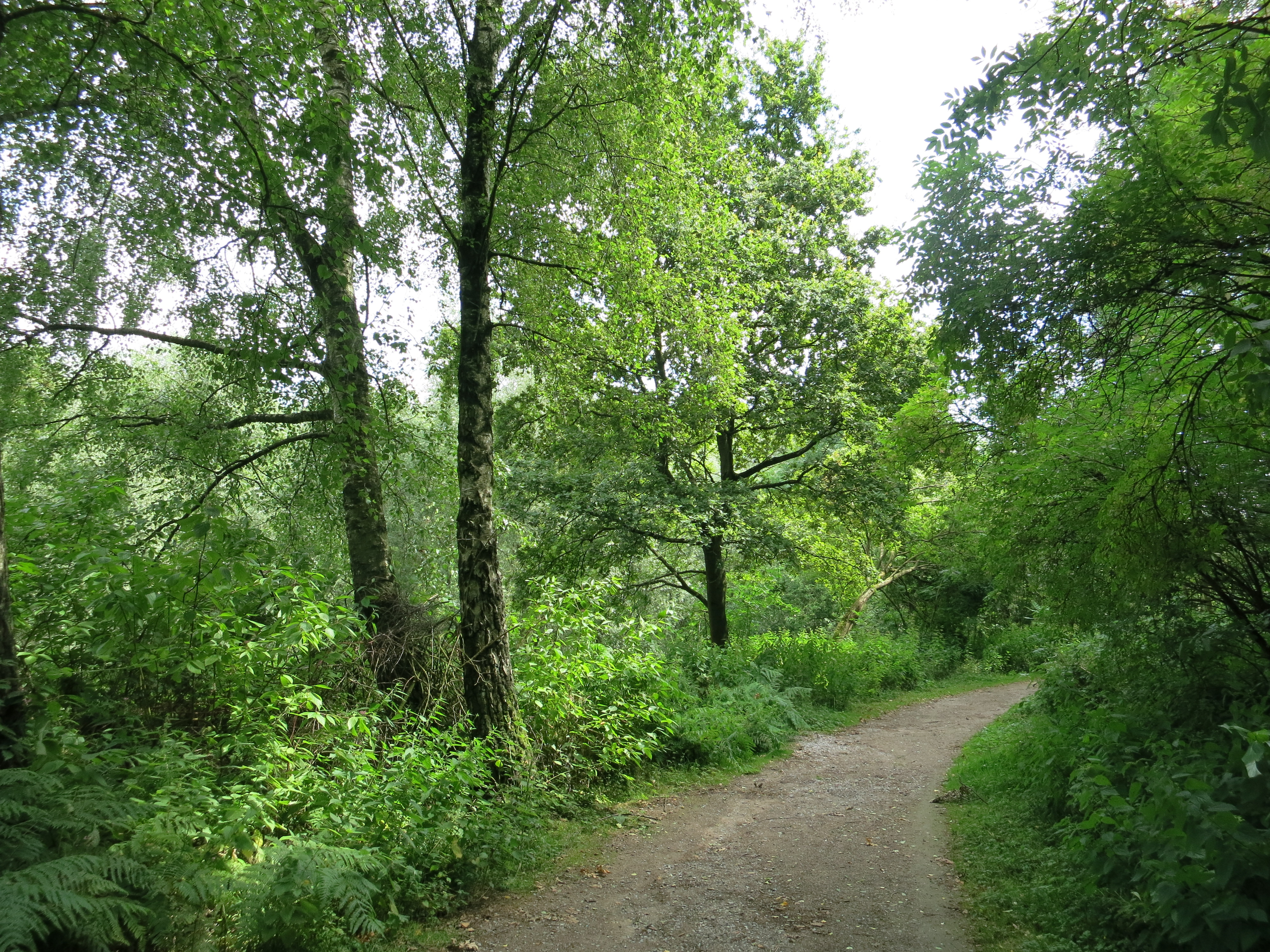
Spazierweg durch das Schutzgebiet
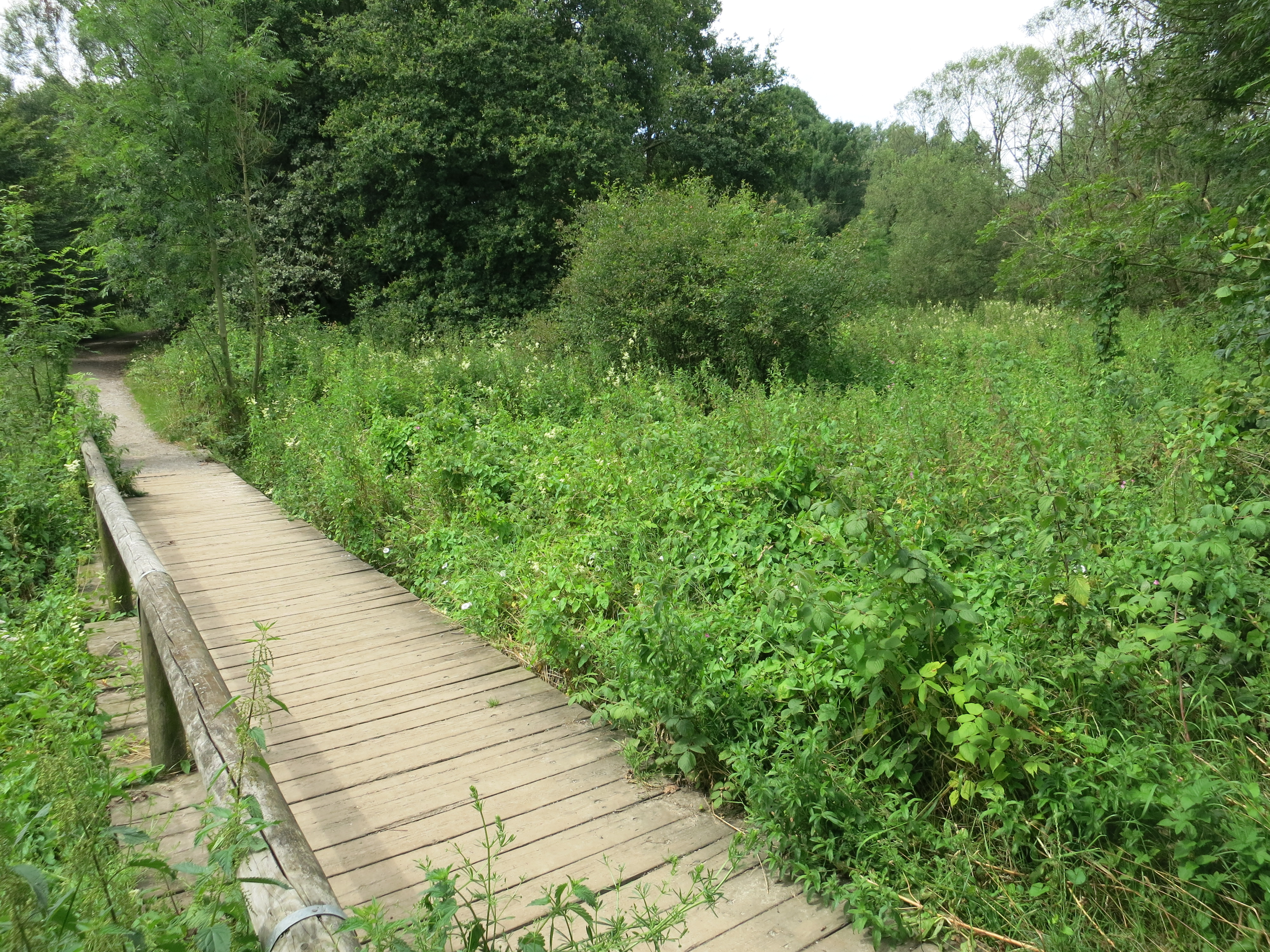
Brücke über Bach und Feuchtfläche
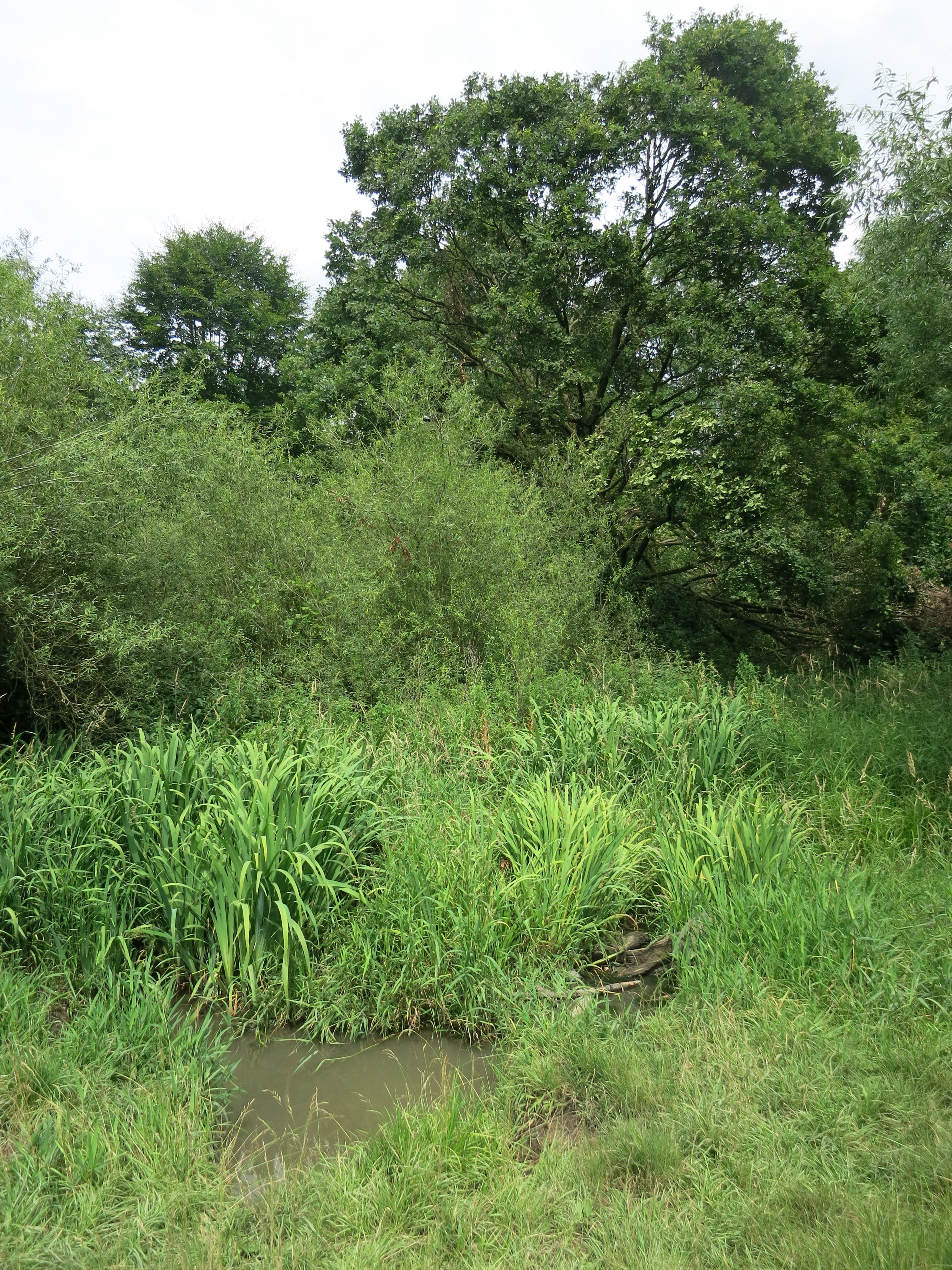
Schilf neben der Wasserfläche
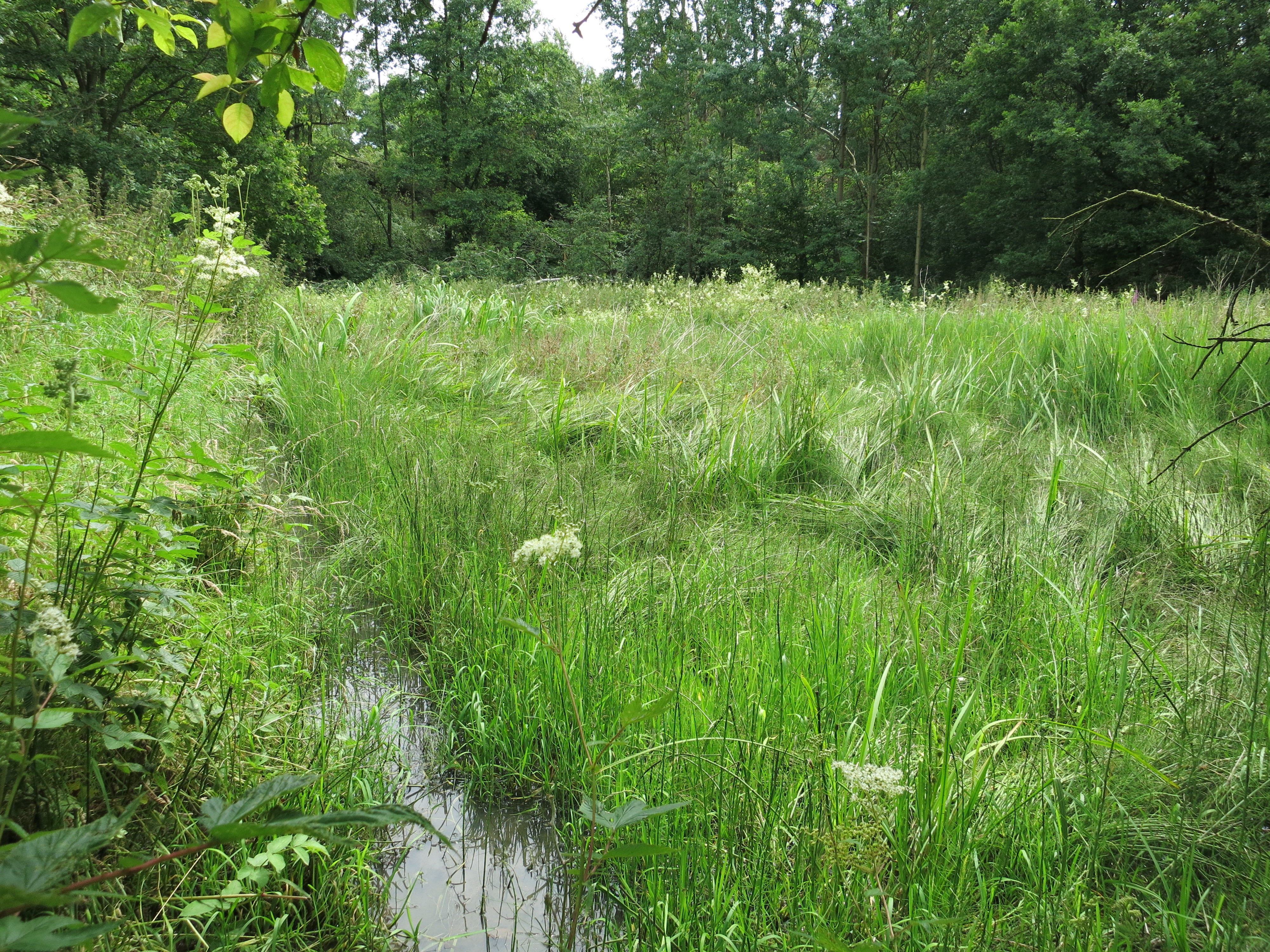
Feuchtgebiet mit Schilf und Mädesüß
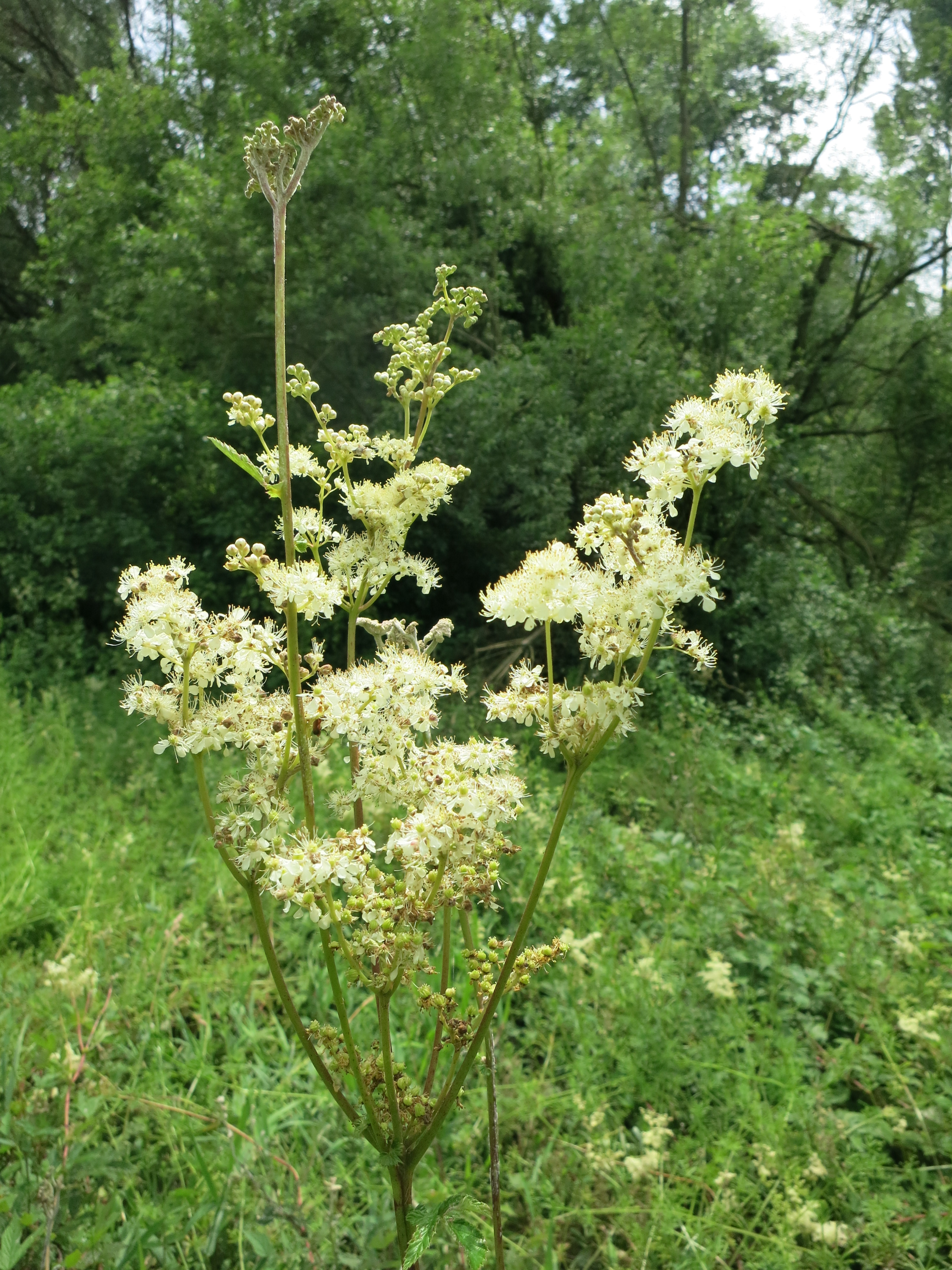
Echtes Mädesüß
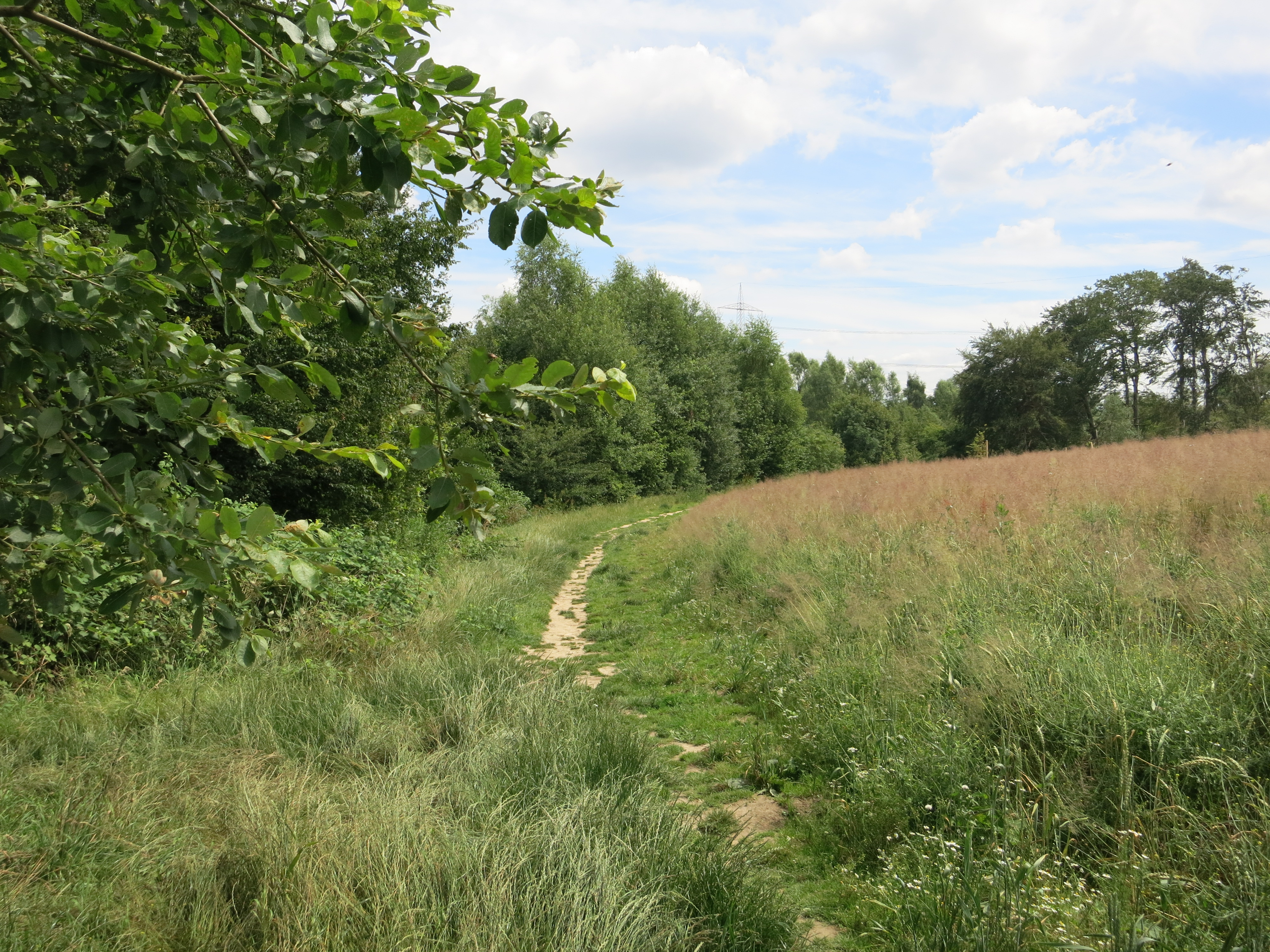
Fußpfad entlang der Südgrenze (links: NSG)
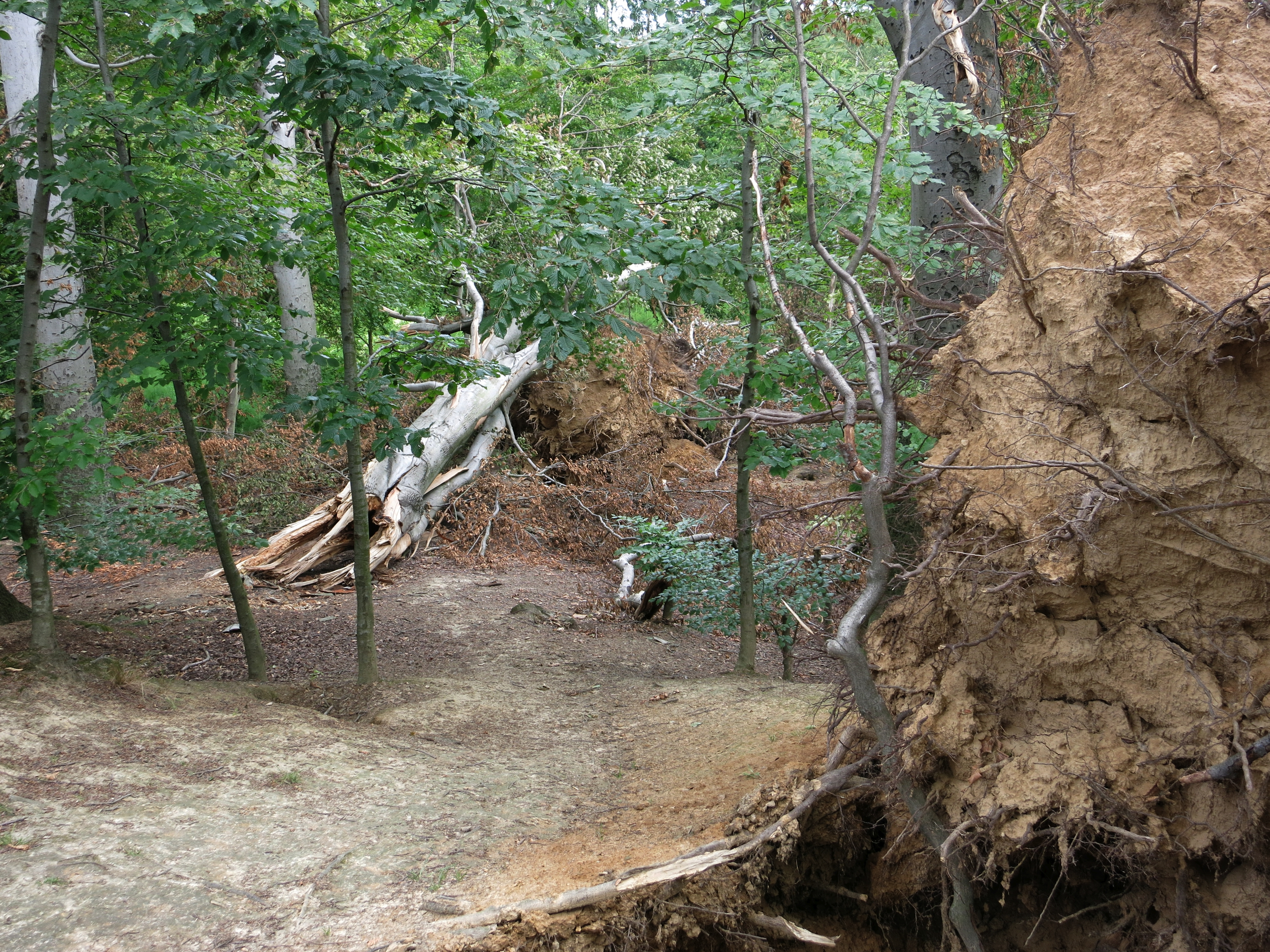
Altholzinsel (Schäden nach Sturmtief Ela 2014)
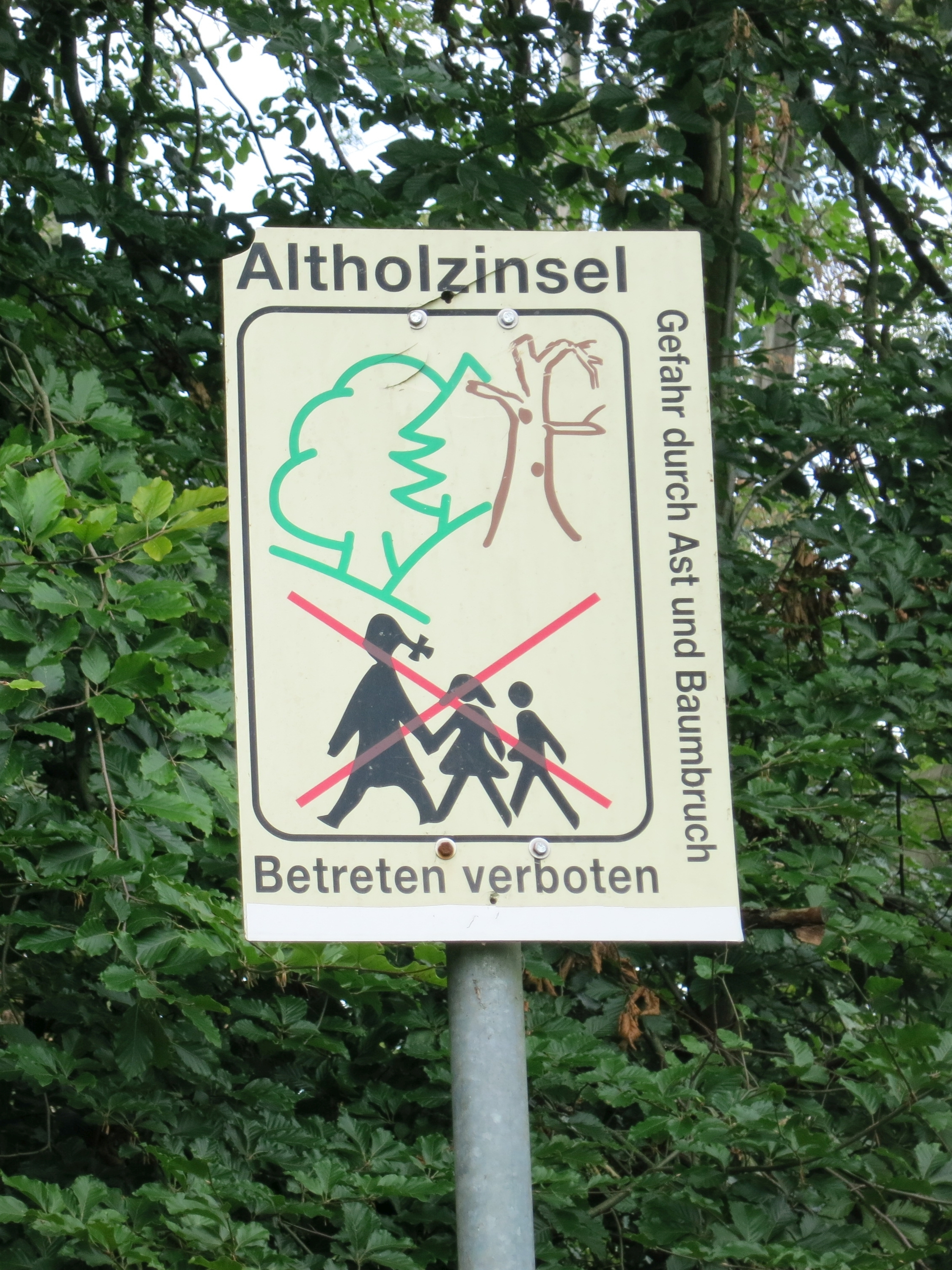
Schild mit Warnhinweis auf Altholzinsel

## Schutzwürdige Biotope und Arten
In seinem oberen, westlichen Teil wird der Bach von verschiedenen Gehölzen (darunter Erlen, Eschen, Weiden und Ahorne) begleitet. Im Südwesten ist ein steiler Talhang von einem Rotbuchenwäldchen bestanden, das als Altholzinsel ausgewiesen ist. Im weiter östlichen Bachverlauf haben sich Nass- und Feuchtgebiete mit großräumigen Schilf- und Röhrichtflächen gebildet, die von brachgefallenem Grünland umgeben sind. Hier haben sich Hochstaudenfluren mit großen Beständen von Echtem Mädesüß und Riesenschachtelhalm angesiedelt.
Im Jahr 2013 führte die Biologische Station Westliches Ruhrgebiet in mehreren Begehungen des Schutzgebietes eine Erfassung und Kartierung der dort vorkommenden Fledermaus-, Brutvogel- und Heuschreckenarten durch. Dabei wurden – neben vielen anderen – folgende Arten (RL = Rote-Liste-Arten für NRW) erfasst:
- Fledermäuse: Großer Abendsegler (RL), Rauhautfledermaus (RL), Zwergfledermaus, evtl. Braunes Langohr (RL)
- Brutvögel (21 Arten): Gimpel (RL)
- Heuschrecken (7 Arten): Langflüglige Schwertschrecke, Gemeine Strauchschrecke, Grünes Heupferd, evtl. Sumpfgrashüpfer (RL)

Obwohl die Begehung einen direkten Beleg dafür nicht erbringen konnte, liegt die Vermutung nahe, dass das Totholz in der Altholzparzelle den Fledermäusen und einigen der waldtypischen Brutvogelarten als Nistplatz dient.
Als wertbestimmend gilt der gesamte Biotopkomplex des Bachtales mit seiner „Kombination aus Bachlauf, Grünland mit verschiedenen Feuchtestufen sowie Gehölzbeständen“. Auch seine Bedeutung für den Biotopverbund offener Bachtäler im Bereich des Essener Nordens wird betont.

## Schutzziele
Als Schutzziel wird der „Erhalt eines reich strukturierten Bachtals mit Grünland verschiedener Feuchtesstufen sowie Gehölzbeständen und einem naturnahen Bachlauf“ genannt. Als Gefährdungen werden Düngerdrift von der angrenzenden Ackerfläche und insbesondere Schädigungen durch Besucher (s. u.) angesehen.

### Kontroverse um Abzäunung
Das als Altholzinsel ausgewiesene Buchenwäldchen am südlichen, steilen Talhang ist weitgehend frei von Unterholz und daher bei Dirtbikern für die Ausübung ihres Sports beliebt. Entlang der südlichen Schutzgebietsgrenze, zwischen dem Buchenwald und der angrenzenden Ackerfläche, verläuft ein Trampelpfad. In den Jahren 2012 und 2013 gab es eine öffentliche Kontroverse um die Errichtung eines Schutzzaunes,
der einerseits dem Schutz des Buchenbestandes vor den Dirtbikern, andererseits der Verkehrssicherung dienen sollte, also dem Schutz der Biker und Spaziergänger vor den Gefahren, die von dem Altholz ausgehenden könnten.
Im Frühjahr 2013 wurde beschlossen, einen Wildschutzzaun zu errichten. Durch Zukauf eines Streifens der sich anschließenden Ackerfläche soll das umzäunte Gebiet nach Süden ausgedehnt werden, eine Erweiterung des Naturschutzgebietes um diese zusätzliche Fläche ist optional möglich. Entlang des Zaunes soll ein neuer Trampelpfad angelegt werden.